# Llista de topònims de Caldes de Montbui
Llista de topònims (noms propis de lloc) del municipi de Caldes de Montbui, al Vallès Oriental
Informació actualitzada per un bot. Els canvis manuals es perdran quan s'actualitzi!

## carrer
| imatge | Nom                             | Ubicat a          | instància de | Detalls                     | coordenades                                                                                            | Protecció                   | Commons (més fotos)                             | Dades a WD                    |
| ------ | ------------------------------- | ----------------- | ------------ | --------------------------- | --- | --------------------------- | ----------------------------------------------- | ----------------------------- |
|        | Conjunt del carrer de Barcelona | Caldes de Montbui | carrer       | Estil: arquitectura popular | 41° 38′ 00″ N, 2° 09′ 43″ E / 41.633197222222°N,2.1618666666667°E ca:Carrer de Barcelona, s/n 203 msnm | bé cultural d'interès local | Conjunt del carrer de Barcelona                 | Modifica les dades a Wikidata |
|        | Conjunt del carrer de Vic       | Caldes de Montbui | carrer       | Estil: arquitectura popular | 41° 38′ 08″ N, 2° 09′ 41″ E / 41.635580555556°N,2.1614777777778°E ca:Carrer de Vic, s/n. 209 msnm      | bé cultural d'interès local | Cultural heritage monuments in Carrer de Vic    | Modifica les dades a Wikidata |
|        | Conjunt del carrer del Forn     | Caldes de Montbui | carrer       | Estil: arquitectura popular | 41° 38′ 01″ N, 2° 09′ 45″ E / 41.633577777778°N,2.1624972222222°E ca:Carrer del Forn, s/n. 206 msnm    | bé cultural d'interès local | Conjunt del carrer del Forn                     | Modifica les dades a Wikidata |
|        | carrer del Pont                 | Caldes de Montbui | carrer       | Estil: arquitectura popular | 41° 38′ 08″ N, 2° 09′ 39″ E / 41.635430555556°N,2.1607222222222°E ca:Carrer del Pont, s/n 203 msnm     | bé cultural d'interès local | Conjunt del carrer del Pont (Caldes de Montbui) | Modifica les dades a Wikidata |
|        | passeig del Remei               | Caldes de Montbui | carrer       | 1862                        | 41° 38′ 13″ N, 2° 09′ 43″ E / 41.63697°N,2.162028°E                                                    |                             | Passeig del Remei (Caldes de Montbui)           | Modifica les dades a Wikidata |

## casa
| imatge | Nom                                           | Ubicat a          | instància de | Detalls                                                              | coordenades | Protecció                                  | Commons (més fotos)                              | Dades a WD                    |
| ------ | --------------------------------------------- | ----------------- | ------------ | -------------------------------------------------------------------- | --- | ------------------------------------------ | ------------------------------------------------ | ----------------------------- |
|        | Ca n'Alrich                                   | Caldes de Montbui | casa         | Estil: noucentisme                                                   | 41° 38′ 03″ N, 2° 09′ 42″ E / 41.634173°N,2.161575°E ca:Plaça de la Font del Lleó, núms. 17-19 204 msnm                                 | bé cultural d'interès local                | Ca n'Alrich (Caldes de Montbui)                  | Modifica les dades a Wikidata |
|        | Cal Baldiri                                   | Caldes de Montbui | casa         | Estil: arquitectura popular                                          | 41° 38′ 03″ N, 2° 09′ 45″ E / 41.634039°N,2.162636°E ca:Carrer d' Agulló, núm. 6 21 msnm                                                | bé cultural d'interès local                | Cal Baldiri (Caldes de Montbui)                  | Modifica les dades a Wikidata |
|        | Cal Bisbe                                     | Caldes de Montbui | casa         | Estil: arquitectura popular 1778                                     | 41° 38′ 01″ N, 2° 09′ 42″ E / 41.633605°N,2.161793°E ca:Carrer de Barcelona, núms. 11-15 203 msnm                                       | bé cultural d'interès local                | Cal Bisbe (Caldes de Montbui)                    | Modifica les dades a Wikidata |
|        | Cal Cardeta                                   | Caldes de Montbui | casa         | Estil: arquitectura popular Estat: enderrocat o destruït             | 41° 38′ 00″ N, 2° 09′ 43″ E / 41.63332°N,2.16189°E                                                                                      |                                            |                                                  | Modifica les dades a Wikidata |
|        | Cal Cerdà                                     | Caldes de Montbui | casa         | Estil: arquitectura popular 1928                                     | 41° 38′ 17″ N, 2° 09′ 41″ E / 41.63793°N,2.161421°E ca:Passeig del Remei, núms. 73-75 224 msnm                                          | bé cultural d'interès local                | Cal Cerdà (Caldes de Montbui)                    | Modifica les dades a Wikidata |
|        | Cal Doctor                                    | Caldes de Montbui | casa         | Estil: arquitectura popular 17th century                             | 41° 38′ 03″ N, 2° 09′ 44″ E / 41.634235°N,2.162345°E ca:Carrer del Forn, núm. 1 206 msnm                                                | bé cultural d'interès local                | Cal Doctor (Caldes de Montbui)                   | Modifica les dades a Wikidata |
|        | Cal Moreu                                     | Caldes de Montbui | casa         | Estil: arquitectura gòtica arquitectura del Renaixement              | 41° 38′ 06″ N, 2° 09′ 43″ E / 41.634918°N,2.162072°E ca:Carrer d'en Bellit, núms. 6 - 8 210 msnm                                        | bé cultural d'interès local                | Cal Moreu                                        | Modifica les dades a Wikidata |
|        | Cal Morró                                     | Caldes de Montbui | casa         | Estil: gòtic tardà arquitectura popular                              | 41° 38′ 03″ N, 2° 09′ 44″ E / 41.634118°N,2.162323°E ca:Carrer del Forn, núm. 5 206 msnm                                                | bé cultural d'interès local                | Cal Morró (Caldes de Montbui)                    | Modifica les dades a Wikidata |
|        | Cal Torrents                                  | Caldes de Montbui | casa         | Estil: noucentisme                                                   | 41° 38′ 02″ N, 2° 09′ 48″ E / 41.633909°N,2.163322°E ca:Carrer Major, núm. 43 213 msnm                                                  | bé cultural d'interès local                | Cal Torrents (Caldes de Montbui)                 | Modifica les dades a Wikidata |
|        | Can Berenguer                                 | Caldes de Montbui | casa         | Estil: arquitectura modernista 1870                                  | 41° 38′ 05″ N, 2° 09′ 43″ E / 41.634836°N,2.161941°E ca:Carrer d'en Bellit, 4                                                           | bé cultural d'interès local                | Can Berenguer (Caldes de Montbui)                | Modifica les dades a Wikidata |
|        | Can Costeria                                  | Caldes de Montbui | casa         | Estil: gòtic tardà arquitectura popular                              | 41° 38′ 10″ N, 2° 09′ 42″ E / 41.636194°N,2.161684°E ca:Carrer Raval del Remei, núm. 2 214 msnm                                         | bé cultural d'interès local                | Can Costeria (Caldes de Montbui)                 | Modifica les dades a Wikidata |
|        | Can Curró                                     | Caldes de Montbui | casa         | Estil: gòtic tardà 17th century                                      | 41° 38′ 08″ N, 2° 09′ 43″ E / 41.635512°N,2.162041°E ca:Carrer de Ruldó, núms. 8-14 210 msnm                                            | bé cultural d'interès local                | Can Curró (Caldes de Montbui)                    | Modifica les dades a Wikidata |
|        | Can Fontcuberta                               | Caldes de Montbui | casa         | Estil: arquitectura popular 20th century                             | 41° 38′ 02″ N, 2° 09′ 48″ E / 41.6339°N,2.16331°E ca:Carrer Major, núm. 55 213 msnm                                                     | bé cultural d'interès local                | Antigament Can Fontcoberta                       | Modifica les dades a Wikidata |
|        | Can Sentmenat                                 | Caldes de Montbui | casa         | Estil: arquitectura barroca 1695                                     | 41° 38′ 06″ N, 2° 09′ 43″ E / 41.634898°N,2.161821°E ca:Carrer de Vic, núms. 2-4 210 msnm                                               | bé cultural d'interès local                | Can Sentmenat (Caldes de Montbui)                | Modifica les dades a Wikidata |
|        | Casa Canals                                   | Caldes de Montbui | casa         | Estil: arquitectura modernista 1910                                  | 41° 38′ 10″ N, 2° 09′ 44″ E / 41.635982°N,2.162227°E ca:Passeig del Remei, 1                                                            | bé cultural d'interès local                | Casa Canals (Caldes de Montbui)                  | Modifica les dades a Wikidata |
|        | Casa Delger                                   | Caldes de Montbui | casa         | Estil: noucentisme 1930                                              | 41° 38′ 02″ N, 2° 09′ 44″ E / 41.633758333333°N,2.1623277777778°E ca:Doctor Joaquim Delger, 14 205 msnm                                 | bé cultural d'interès local                | Casa Delger al carrer del Forn                   | Modifica les dades a Wikidata |
|        | Casa Francesc Comas                           | Caldes de Montbui | casa         | Estil: arquitectura modernista 19th century                          | 41° 38′ 14″ N, 2° 09′ 42″ E / 41.637293°N,2.161681°E ca:Passeig del Remei, 49                                                           | bé cultural d'interès local                | Casa Francesc Comas (Caldes de Montbui)          | Modifica les dades a Wikidata |
|        | Casa Masana                                   | Caldes de Montbui | casa         | Estil: arquitectura modernista                                       | 41° 38′ 14″ N, 2° 09′ 42″ E / 41.637347°N,2.161657°E ca:Passeig del Remei, 51-53                                                        | bé cultural d'interès local                | Casa Masana (Caldes de Montbui)                  | Modifica les dades a Wikidata |
|        | Casa Pagès                                    | Caldes de Montbui | casa         | Estil: historicisme arquitectònic 19th century                       | 41° 37′ 46″ N, 2° 09′ 55″ E / 41.629558°N,2.165303°E ca:C. de Santa Teresa, 8 - c. de Sant Pau 200 msnm                                 | bé integrant del patrimoni cultural català | Casa Pagès (Caldes de Montbui)                   | Modifica les dades a Wikidata |
|        | Casa Poch                                     | Caldes de Montbui | casa         | Estil: gòtic tardà                                                   | 41° 37′ 59″ N, 2° 09′ 46″ E / 41.633138888889°N,2.1627305555556°E ca:Carrer del Forn, 27 205 msnm                                       | bé cultural d'interès local                | Casa Poch (Caldes de Montbui)                    | Modifica les dades a Wikidata |
|        | Casa Sagrera                                  | Caldes de Montbui | casa         | Estil: arquitectura popular 19th century Estat: parcialment destruït | 41° 37′ 58″ N, 2° 09′ 42″ E / 41.632897°N,2.161678°E ca:Carrer d'Hostalric, núm. 3 201 msnm                                             | bé cultural d'interès local                | Casa Sagrera (Caldes de Montbui)                 | Modifica les dades a Wikidata |
|        | Casa de les Trabucades                        | Caldes de Montbui | casa         | Estil: arquitectura popular                                          | 41° 38′ 12″ N, 2° 09′ 42″ E / 41.636744444444°N,2.1617138888889°E ca:Raval del Remei, 14 224 msnm                                       | bé cultural d'interès local                | Casa de les Trabucades                           | Modifica les dades a Wikidata |
|        | casa al carrer Raval del Remei, 1             | Caldes de Montbui | casa         | Estil: gòtic tardà arquitectura popular                              | 41° 38′ 10″ N, 2° 09′ 42″ E / 41.636227777778°N,2.1615388888889°E ca:Carrer Raval del Remei, núm. 1-3 , cantonada carrer Major 212 msnm | bé cultural d'interès local                | Casa al carrer Raval del Remei, 1                | Modifica les dades a Wikidata |
|        | casa al carrer Raval del Remei, 17            | Caldes de Montbui | casa         | Estil: arquitectura modernista                                       | 41° 38′ 13″ N, 2° 09′ 42″ E / 41.636815°N,2.161604°E ca:Carrer Raval del Remei, 17                                                      | bé cultural d'interès local                | Casa al carrer Raval del Remei, 17               | Modifica les dades a Wikidata |
|        | casa al carrer Raval del Remei, 5             | Caldes de Montbui | casa         | Estil: gòtic tardà arquitectura popular 1555                         | 41° 38′ 10″ N, 2° 09′ 42″ E / 41.636227777778°N,2.1615638888889°E ca:Carrer Raval del Remei, núm. 5 212 msnm                            | bé cultural d'interès local                | Casa al carrer Raval del Remei, 5                | Modifica les dades a Wikidata |
|        | casa al carrer Raval del Remei, 6             | Caldes de Montbui | casa         | Estil: arquitectura popular                                          | 41° 38′ 11″ N, 2° 09′ 42″ E / 41.636347222222°N,2.1616944444444°E ca:Carrer Raval del Remei, núm. 6 212 msnm                            | bé cultural d'interès local                | Casa al carrer Raval del Remei, 6                | Modifica les dades a Wikidata |
|        | casa al carrer de Barcelona, 28 bis           | Caldes de Montbui | casa         | Estil: arquitectura modernista 20th century                          | 41° 38′ 00″ N, 2° 09′ 42″ E / 41.633213°N,2.16177°E ca:Carrer de Barcelona, 28 bis                                                      | bé cultural d'interès local                | Casa al carrer de Barcelona, 28 bis              | Modifica les dades a Wikidata |
|        | casa al carrer de Vic, 10                     | Caldes de Montbui | casa         | Estil: arquitectura popular                                          | 41° 38′ 07″ N, 2° 09′ 42″ E / 41.635202777778°N,2.1615777777778°E ca:Carrer de Vic, núm. 10 209 msnm                                    | bé cultural d'interès local                | Casa al carrer de Vic, 10                        | Modifica les dades a Wikidata |
|        | casa al carrer de Vic, 11                     | Caldes de Montbui | casa         | Estil: arquitectura popular                                          | 41° 38′ 07″ N, 2° 09′ 42″ E / 41.635263888889°N,2.1615638888889°E ca:Carrer de Vic, núm. 11 209 msnm                                    | bé cultural d'interès local                | Casa al carrer de Vic, 11                        | Modifica les dades a Wikidata |
|        | casa al carrer de Vic, 14                     | Caldes de Montbui | casa         | Estil: gòtic tardà 16th century                                      | 41° 38′ 07″ N, 2° 09′ 42″ E / 41.635255555556°N,2.1616611111111°E ca:Carrer de Vic, núm. 14 209 msnm                                    | bé cultural d'interès local                | Casa al carrer de Vic, 14                        | Modifica les dades a Wikidata |
|        | casa al carrer de Vic, 24                     | Caldes de Montbui | casa         | Estil: arquitectura popular                                          | 41° 38′ 08″ N, 2° 09′ 42″ E / 41.635455°N,2.161585°E ca:Carrer de Vic, núm. 24                                                          | bé cultural d'interès local                | Casa al carrer de Vic, 24                        | Modifica les dades a Wikidata |
|        | casa al carrer de Vic, 3                      | Caldes de Montbui | casa         | Estil: arquitectura popular                                          | 41° 38′ 05″ N, 2° 09′ 42″ E / 41.634833333333°N,2.1617027777778°E ca:Carrer de Vic, núm. 3 209 msnm                                     | bé cultural d'interès local                | Casa al carrer de Vic, 3                         | Modifica les dades a Wikidata |
|        | casa al carrer de Vic, 7                      | Caldes de Montbui | casa         | Estil: arquitectura popular 16th century                             | 41° 38′ 06″ N, 2° 09′ 42″ E / 41.634977777778°N,2.1616638888889°E ca:Carrer de Vic, núm. 7 209 msnm                                     | bé cultural d'interès local                | Casa al carrer de Vic, 7                         | Modifica les dades a Wikidata |
|        | casa al carrer del Forn, 12-14                | Caldes de Montbui | casa         | Estil: arquitectura eclèctica 1892                                   | 41° 38′ 01″ N, 2° 09′ 45″ E / 41.633561111111°N,2.1624722222222°E ca:Carrer del Forn, núms. 12-14 207 msnm                              | bé cultural d'interès local                | Casa al carrer del Forn, 12-14                   | Modifica les dades a Wikidata |
|        | casa al carrer del Forn, 7                    | Caldes de Montbui | casa         | Estil: gòtic tardà 16th century                                      | 41° 38′ 03″ N, 2° 09′ 45″ E / 41.634034°N,2.162406°E ca:Carrer del Forn, núm. 5-7 206 msnm                                              | bé cultural d'interès local                | Casa al carrer del Forn, 7                       | Modifica les dades a Wikidata |
|        | casa al passeig del Remei, 16                 | Caldes de Montbui | casa         | Estil: arquitectura modernista 20th century                          | 41° 38′ 14″ N, 2° 09′ 43″ E / 41.637124°N,2.162056°E ca:Passeig del Remei, 16                                                           | bé cultural d'interès local                | Casa al passeig del Remei, 16                    | Modifica les dades a Wikidata |
|        | casa al passeig del Remei, 17                 | Caldes de Montbui | casa         | Estil: arquitectura eclèctica 1882                                   | 41° 38′ 13″ N, 2° 09′ 43″ E / 41.636880555556°N,2.1618444444444°E ca:Passeig del Remei, núm. 17 229 msnm                                | bé cultural d'interès local                | Casa al passeig del Remei, 17                    | Modifica les dades a Wikidata |
|        | casa al passeig del Remei, 63                 | Caldes de Montbui | casa         | Estil: arquitectura eclèctica 1887                                   | 41° 38′ 15″ N, 2° 09′ 42″ E / 41.637436111111°N,2.1616194444444°E ca:Passeig del Remei, núm. 63 224 msnm                                | bé cultural d'interès local                | Casa al passeig del Remei, 63                    | Modifica les dades a Wikidata |
|        | edifici al carrer Barcelona, 38               | Caldes de Montbui | casa         | Estil: arquitectura popular                                          | 41° 37′ 59″ N, 2° 09′ 44″ E / 41.632938888889°N,2.1622416666667°E ca:Carrer de Barcelona, núm. 38 203 msnm                              | bé cultural d'interès local                | Edifici al carrer Barcelona, 38                  | Modifica les dades a Wikidata |
|        | edifici al carrer Barcelona, 7                | Caldes de Montbui | casa         | Estil: arquitectura popular                                          | 41° 38′ 02″ N, 2° 09′ 42″ E / 41.633916666667°N,2.1617361111111°E ca:Carrer de Barcelona, núm.7 204 msnm                                | bé cultural d'interès local                | Edifici al carrer Barcelona, 7                   | Modifica les dades a Wikidata |
|        | edifici al carrer Bellit, 32                  | Caldes de Montbui | casa         | Estil: arquitectura popular 18th century                             | 41° 38′ 06″ N, 2° 09′ 47″ E / 41.635102777778°N,2.1629583333333°E ca:Carrer d'en Bellit, núm. 30 215 msnm                               | bé cultural d'interès local                | Edifici al carrer Bellit, 32                     | Modifica les dades a Wikidata |
|        | edifici al carrer Hostalric, 6                | Caldes de Montbui | casa         | Estil: arquitectura popular 19th century                             | 41° 37′ 59″ N, 2° 09′ 42″ E / 41.633102777778°N,2.1616527777778°E ca:Carrer d'Hostalrich, núm. 8 201 msnm                               | bé cultural d'interès local                | Edifici al carrer Hostalric, 6                   | Modifica les dades a Wikidata |
|        | edifici al carrer Major, 124                  | Caldes de Montbui | casa         | Estil: arquitectura popular 18th century                             | 41° 38′ 10″ N, 2° 09′ 43″ E / 41.63612°N,2.16198°E ca:C. Major, 124                                                                     | bé cultural d'interès local                | Edifici al carrer Major, 124 (Caldes de Montbui) | Modifica les dades a Wikidata |
|        | edifici al carrer Vic, 40                     | Caldes de Montbui | casa         | Estil: arquitectura popular 1622                                     | 41° 38′ 09″ N, 2° 09′ 41″ E / 41.635902777778°N,2.1614833333333°E ca:Carrer de Vic, núm. 40 210 msnm                                    | bé cultural d'interès local                | Edifici al carrer Vic, 40                        | Modifica les dades a Wikidata |
|        | edifici al carrer de Vic, 12                  | Caldes de Montbui | casa         | Estil: arquitectura popular                                          | 41° 38′ 07″ N, 2° 09′ 42″ E / 41.635211°N,2.161767°E ca:Carrer de Vic, núm. 12 209 msnm                                                 | bé cultural d'interès local                | Edifici al carrer de Vic, 12                     | Modifica les dades a Wikidata |
|        | edifici al carrer de Vic, 15                  | Caldes de Montbui | casa         | Estil: arquitectura popular                                          | 41° 38′ 07″ N, 2° 09′ 41″ E / 41.635355555556°N,2.1615138888889°E ca:Carrer de Vic, núm. 15 209 msnm                                    | bé cultural d'interès local                | Edifici al carrer de Vic, 15                     | Modifica les dades a Wikidata |
|        | edifici al carrer de Vic, 20                  | Caldes de Montbui | casa         | Estil: arquitectura popular 18th century                             | 41° 38′ 07″ N, 2° 09′ 42″ E / 41.635383333333°N,2.1616333333333°E ca:Carrer de Vic, núm. 20 209 msnm                                    | bé cultural d'interès local                | Edifici al carrer de Vic, 20                     | Modifica les dades a Wikidata |
|        | edifici al carrer de Vic, 22                  | Caldes de Montbui | casa         | Estil: arquitectura gòtica arquitectura popular 16th century         | 41° 38′ 08″ N, 2° 09′ 42″ E / 41.635427777778°N,2.1615972222222°E ca:Carrer de Vic, núm. 22 209 msnm                                    | bé cultural d'interès local                | Edifici al carrer de Vic, 22                     | Modifica les dades a Wikidata |
|        | edifici al carrer de Vic, 38                  | Caldes de Montbui | casa         | Estil: arquitectura popular 17th century                             | 41° 38′ 09″ N, 2° 09′ 41″ E / 41.635786111111°N,2.1614972222222°E ca:Carrer de Vic, núm. 38 209 msnm                                    | bé cultural d'interès local                | Edifici al carrer de Vic, 38                     | Modifica les dades a Wikidata |
|        | edifici al carrer de Vic, 6                   | Caldes de Montbui | casa         | Estil: arquitectura popular                                          | 41° 38′ 06″ N, 2° 09′ 43″ E / 41.635041°N,2.16182°E ca:Carrer de Vic, núm. 6                                                            | bé cultural d'interès local                | Edifici al carrer de Vic, 6                      | Modifica les dades a Wikidata |
|        | edifici al carrer del Forn, 17                | Caldes de Montbui | casa         | Estil: arquitectura popular 1990                                     | 41° 38′ 00″ N, 2° 09′ 46″ E / 41.633355555556°N,2.1626444444444°E ca:Carrer del Forn, núm. 17 206 msnm                                  | bé cultural d'interès local                | Edifici al carrer del Forn, 17                   | Modifica les dades a Wikidata |
|        | edifici al carrer del Pont, 13                | Caldes de Montbui | casa         | Estil: arquitectura popular                                          | 41° 38′ 07″ N, 2° 09′ 39″ E / 41.635252777778°N,2.1608194444444°E ca:Carrer del Pont, núm. 13 203 msnm                                  | bé cultural d'interès local                | Edifici al carrer del Pont, 13                   | Modifica les dades a Wikidata |
|        | edifici al carrer del Pont, 15                | Caldes de Montbui | casa         | Estil: arquitectura popular                                          | 41° 38′ 06″ N, 2° 09′ 39″ E / 41.635072222222°N,2.1607972222222°E ca:Carrer del Pont, núm. 15 203 msnm                                  | bé cultural d'interès local                | Edifici al carrer del Pont, 15                   | Modifica les dades a Wikidata |
|        | edifici al carrer del Pont, 29                | Caldes de Montbui | casa         | Estil: arquitectura popular 19th century                             | 41° 38′ 08″ N, 2° 09′ 38″ E / 41.635636111111°N,2.1606111111111°E ca:Carrer del Pont, núm. 29 203 msnm                                  | bé cultural d'interès local                | Edifici al carrer del Pont, 29                   | Modifica les dades a Wikidata |
|        | edifici d'habitatges a la plaça de l'Àngel, 1 | Caldes de Montbui | casa         | Estil: noucentisme 1926                                              | 41° 37′ 57″ N, 2° 09′ 48″ E / 41.632386111111°N,2.1633305555556°E ca:Plaça de l'Àngel, núm. 1 205 msnm                                  | bé cultural d'interès local                | Habitatges a la plaça de l'Àngel, 1              | Modifica les dades a Wikidata |

## curs d'aigua
| imatge | Nom                | Ubicat a                                                                        | instància de | Detalls                                    | coordenades                                                                                               | Protecció | Commons (més fotos) | Dades a WD                    |
| ------ | ------------------ | ------------------------------------------------------------------------------- | ------------ | ------------------------------------------ | --- | --------- | ------------------- | ----------------------------- |
|        | riera de Caldes    | Caldes de Montbui Palau-solità i Plegamans Santa Perpètua de Mogoda la Llagosta | curs d'aigua | Desemboca: Besòs Llarg: 22km Conca: 111km² | 41° 40′ 31″ N, 2° 07′ 59″ E / 41.675413°N,2.133147°E 41° 30′ 49″ N, 2° 12′ 40″ E / 41.513524°N,2.211012°E |           | Riera de Caldes     | Modifica les dades a Wikidata |
|        | riera de Codonys   | Caldes de Montbui                                                               | curs d'aigua | Desemboca: riera de Caldes Llarg: 5km      | 41° 39′ 07″ N, 2° 07′ 40″ E / 41.651984°N,2.127903°E 41° 37′ 37″ N, 2° 09′ 47″ E / 41.627056°N,2.162939°E |           |                     | Modifica les dades a Wikidata |
|        | riera de Sentmenat | Caldes de Montbui Sentmenat Palau-solità i Plegamans                            | curs d'aigua | Desemboca: riera de Caldes Llarg: 14.5km   | 41° 39′ 17″ N, 2° 06′ 18″ E / 41.654748°N,2.105036°E 41° 34′ 45″ N, 2° 10′ 28″ E / 41.579116°N,2.174332°E |           | Riera de Sentmenat  | Modifica les dades a Wikidata |

## edifici
| imatge | Nom                                   | Ubicat a          | instància de | Detalls | coordenades | Protecció                                  | Commons (més fotos)                    | Dades a WD                    |
| ------ | ------------------------------------- | ----------------- | ------------ | --- | --- | ------------------------------------------ | -------------------------------------- | ----------------------------- |
|        | Antic quiosc de la plaça de l'Àngel   | Caldes de Montbui | edifici      | Arquitecte: Manuel Joaquim Raspall i Mayol Estil: arquitectura modernista noucentisme modernisme català 20th century | 41° 37′ 56″ N, 2° 09′ 49″ E / 41.632236°N,2.163548°E 41° 37′ 56″ N, 2° 09′ 49″ E / 41.632236111111°N,2.1635472222222°E ca:Plaça de l'Àngel 205 msnm | bé cultural d'interès local                | Quiosc de la plaça de l'Àngel          | Modifica les dades a Wikidata |
|        | Balneari Broquetas                    | Caldes de Montbui | edifici      | Estil: arquitectura modernista                                                                                       | 41° 38′ 05″ N, 2° 09′ 41″ E / 41.634688°N,2.161475°E ca:Plaça de la Font del Lleó, 1                                                                | bé cultural d'interès local                | Balneari Broquetas                     | Modifica les dades a Wikidata |
|        | Balneari Forns                        | Caldes de Montbui | edifici      | Estil: arquitectura popular                                                                                          | 41° 38′ 00″ N, 2° 09′ 45″ E / 41.63336°N,2.16258°E 203 msnm                                                                                         | bé integrant del patrimoni cultural català | Balneari Forns                         | Modifica les dades a Wikidata |
|        | Banys del Remei                       | Caldes de Montbui | edifici      | Estil: neoclassicisme Estat: enderrocat o destruït                                                                   | 41° 38′ 04″ N, 2° 09′ 44″ E / 41.63437°N,2.16234°E                                                                                                  | bé integrant del patrimoni cultural català |                                        | Modifica les dades a Wikidata |
|        | Can Rius                              | Caldes de Montbui | edifici      | Estil: arquitectura modernista                                                                                       | 41° 38′ 04″ N, 2° 09′ 40″ E / 41.63447°N,2.161178°E ca:Santa Susanna, 2                                                                             | bé cultural d'interès local                | Can Rius                               | Modifica les dades a Wikidata |
|        | Can Sanmartí                          | Caldes de Montbui | edifici      | Estil: arquitectura popular 1601                                                                                     | 41° 37′ 58″ N, 2° 09′ 44″ E / 41.63273°N,2.162233°E ca:Carrer de Barcelona, 40 201 msnm                                                             | bé cultural d'interès local                | Can Sanmartí (Caldes de Montbui)       | Modifica les dades a Wikidata |
|        | Col·legi del Carme                    | Caldes de Montbui | edifici      | Estil: gòtic tardà arquitectura popular 18th century                                                                 | 41° 38′ 06″ N, 2° 09′ 44″ E / 41.635052777778°N,2.1621555555556°E ca:Carrer d'en Bellit, 7-9 210 msnm                                               | bé cultural d'interès local                | Col·legi del Carme (Caldes de Montbui) | Modifica les dades a Wikidata |
|        | Hotel Vila de Caldes                  | Caldes de Montbui | edifici      | Estil: arquitectura popular 1680                                                                                     | 41° 37′ 58″ N, 2° 09′ 47″ E / 41.632727777778°N,2.1631944444444°E ca:Plaça de l'Àngel, núm. 5 203 msnm                                              | bé cultural d'interès local                | Hotel Vila de Caldes                   | Modifica les dades a Wikidata |
|        | Museu Delger                          | Caldes de Montbui | edifici      | Estil: noucentisme                                                                                                   | 41° 38′ 02″ N, 2° 09′ 43″ E / 41.633827777778°N,2.162075°E ca:Carrer del Dr. Joaquim Delger, núm. 14 205 msnm                                       | bé cultural d'interès local                | Casa Delger (Caldes de Montbui)        | Modifica les dades a Wikidata |
|        | Rajoleria dels Camps del Prat de Dalt | Caldes de Montbui | edifici      | | | bé integrant del patrimoni cultural català |                                        | Modifica les dades a Wikidata |
|        | Termes Victòria                       | Caldes de Montbui | edifici      | Estil: arquitectura eclèctica                                                                                        | 41° 38′ 02″ N, 2° 09′ 41″ E / 41.633986111111°N,2.1614722222222°E ca:Carrer de Barcelona, 2 204 msnm                                                | bé cultural d'interès local                | Termes Victòria                        | Modifica les dades a Wikidata |
|        | Termes la Salut                       | Caldes de Montbui | edifici      | Estil: noucentisme 17th century Estat: enderrocat o destruït                                                         | 41° 38′ 04″ N, 2° 09′ 45″ E / 41.63437°N,2.16248°E ca:C. Joan Samsó, 3 206 msnm                                                                     | bé integrant del patrimoni cultural català | Termes la Salut                        | Modifica les dades a Wikidata |
|        | Torre del Rellotge                    | Caldes de Montbui | edifici      | Estil: arquitectura popular 1903                                                                                     | 41° 39′ 49″ N, 2° 07′ 00″ E / 41.66363°N,2.11653°E ca:Serrat del Mig                                                                                | bé integrant del patrimoni cultural català |                                        | Modifica les dades a Wikidata |

## entitat singular de població
| imatge | Nom                           | Ubicat a          | instància de                                                                   | Detalls   | coordenades                                                                  | Protecció | Commons (més fotos) | Dades a WD                    |
| ------ | ----------------------------- | ----------------- | ------------------------------------------------------------------------------ | --------- | ---------------------------------------------------------------------------- | --------- | ------------------- | ----------------------------- |
|        | Caldes de Montbui             | Caldes de Montbui | entitat singular de població capital municipal ens local històric de Catalunya | 14575 hab | 41° 38′ 00″ N, 2° 10′ 00″ E / 41.63333°N,2.16667°E 205 msnm                  |           |                     | Modifica les dades a Wikidata |
|        | Can Valls i Torre del Negrell | Caldes de Montbui | entitat singular de població                                                   | 1906 hab  | 41° 37′ 22″ N, 2° 11′ 28″ E / 41.62264006°N,2.19099204°E 216 msnm            |           |                     | Modifica les dades a Wikidata |
|        | els Lledoners                 | Caldes de Montbui | entitat singular de població                                                   | 213 hab   | 41° 38′ 38″ N, 2° 11′ 32″ E / 41.6437809928342°N,2.19220185507614°E 303 msnm |           |                     | Modifica les dades a Wikidata |
|        | els Saulons i la Finca Ribó   | Caldes de Montbui | entitat singular de població                                                   | 1640 hab  | 41° 38′ 58″ N, 2° 09′ 35″ E / 41.64943651°N,2.1596739°E 324 msnm             |           |                     | Modifica les dades a Wikidata |

## església
| imatge | Nom                                         | Ubicat a          | instància de     | Detalls                                                    | coordenades | Protecció                                  | Commons (més fotos)                          | Dades a WD                    |
| ------ | ------------------------------------------- | ----------------- | ---------------- | ---------------------------------------------------------- | --- | ------------------------------------------ | -------------------------------------------- | ----------------------------- |
|        | Mare de Déu del Remei de Caldes de Montbui  | Caldes de Montbui | església         | Estil: arquitectura del Renaixement arquitectura eclèctica | 41° 38′ 30″ N, 2° 09′ 45″ E / 41.641594444444°N,2.1624777777778°E ca:Passeig del Remei, s/n 225 msnm                                                    | bé integrant del patrimoni cultural català | Mare de Déu del Remei de Caldes de Montbui   | Modifica les dades a Wikidata |
|        | Sant Feliu                                  | Caldes de Montbui | església         |                                                            | 41° 39′ 32″ N, 2° 10′ 39″ E / 41.6588269763693°N,2.1775410320116°E                                                                                      |                                            |                                              | Modifica les dades a Wikidata |
|        | Sant Feliu de Vilamilans                    | Caldes de Montbui | església         |                                                            | 41° 39′ 29″ N, 2° 07′ 50″ E / 41.6581391316525°N,2.13058873279107°E                                                                                     |                                            |                                              | Modifica les dades a Wikidata |
|        | Sant Martí de Pascol                        | Caldes de Montbui | església         | Estil: art preromànic arquitectura romànica 11st century   | 41° 38′ 26″ N, 2° 08′ 27″ E / 41.6406°N,2.14083°E ca:Muntanya del Farell, a la capçalera de la riera de codonys, a 2,5 km de Caldes de Montbui 325 msnm | bé integrant del patrimoni cultural català |                                              | Modifica les dades a Wikidata |
|        | Sant Miquel de Martres de Caldes de Montbui | Caldes de Montbui | església         | Estil: arquitectura romànica 12nd century                  | 41° 38′ 17″ N, 2° 11′ 24″ E / 41.6381°N,2.190055°E ca:Carretera de Caldes a Granollers.                                                                 | bé integrant del patrimoni cultural català |                                              | Modifica les dades a Wikidata |
|        | Sant Tomàs del Prat de Dalt                 | Caldes de Montbui | església capella |                                                            | 41° 40′ 16″ N, 2° 09′ 39″ E / 41.6711169778895°N,2.16069866318652°E ca:Masia del Prat de Dalt                                                           |                                            |                                              | Modifica les dades a Wikidata |
|        | Santa Maria de Caldes de Montbui            | Caldes de Montbui | església         | Estil: gòtic tardà arquitectura barroca                    | 41° 37′ 57″ N, 2° 09′ 45″ E / 41.63248611°N,2.16245833°E ca:Plaça de l'Església, s/n 203.5 msnm                                                         | bé cultural d'interès local                | Santa Maria de Caldes de Montbui             | Modifica les dades a Wikidata |
|        | Santa Susanna de Caldes de Montbui          | Caldes de Montbui | església capella | Estil: arquitectura popular                                | 41° 38′ 03″ N, 2° 09′ 39″ E / 41.634081°N,2.160931°E ca:Carrer de Santa Susanna, núm. 8 200 msnm                                                        | bé cultural d'interès local                | Capella de Santa Susanna (Caldes de Montbui) | Modifica les dades a Wikidata |
|        | església de Sant Sebastià de Montmajor      | Caldes de Montbui | església         | Estil: arquitectura romànica 11st century                  | 41° 39′ 52″ N, 2° 07′ 07″ E / 41.6644°N,2.11873°E ca:Vall de Gallifa, al vessant nord-oest de la muntanya del Farell                                    | bé integrant del patrimoni cultural català | Sant Sebastià de Montmajor                   | Modifica les dades a Wikidata |

## font
| imatge | Nom                                 | Ubicat a          | instància de     | Detalls                                  | coordenades | Protecció                   | Commons (més fotos)                 | Dades a WD                    |
| ------ | ----------------------------------- | ----------------- | ---------------- | ---------------------------------------- | --- | --------------------------- | ----------------------------------- | ----------------------------- |
|        | Font i fanal de la plaça de l'Àngel | Caldes de Montbui | font             | Estil: arquitectura popular 1922         | 41° 37′ 56″ N, 2° 09′ 49″ E / 41.632319444444°N,2.1636194444444°E ca:Plaça de l'Àngel, s/n 205 msnm            | bé cultural d'interès local | Font i fanal de la plaça de l'Àngel | Modifica les dades a Wikidata |
|        | font Xica de la Plaça Bartomeu      | Caldes de Montbui | font             | Estil: arquitectura popular 17th century | 41° 38′ 05″ N, 2° 09′ 43″ E / 41.634811111111°N,2.1619111111111°E ca:Carrer de Bellit / Carrer de Vic 208 msnm | bé cultural d'interès local | Font Xica de la plaça Bartomeu      | Modifica les dades a Wikidata |
|        | font del Lleó                       | Caldes de Montbui | font font termal | 1581                                     | 41° 38′ 04″ N, 2° 09′ 43″ E / 41.634394°N,2.161911°E ca:Plaça de la Font del Lleó                              | bé cultural d'interès local | Font del Lleó                       | Modifica les dades a Wikidata |

## masia
| imatge | Nom                       | Ubicat a          | instància de | Detalls                                                             | coordenades | Protecció                                  | Commons (més fotos) | Dades a WD                    |
| ------ | ------------------------- | ----------------- | ------------ | ------------------------------------------------------------------- | --- | ------------------------------------------ | ------------------- | ----------------------------- |
|        | Can Camp                  | Caldes de Montbui | masia        |                                                                     | 41° 38′ 40″ N, 2° 10′ 49″ E / 41.6445°N,2.18024°E 319 msnm                                                                     |                                            |                     | Modifica les dades a Wikidata |
|        | Can Duran                 | Caldes de Montbui | masia        |                                                                     | 41° 38′ 43″ N, 2° 09′ 40″ E / 41.6453046628451°N,2.16097371157331°E                                                            |                                            |                     | Modifica les dades a Wikidata |
|        | Can Pasqualet             | Caldes de Montbui | masia        |                                                                     | 41° 38′ 40″ N, 2° 09′ 18″ E / 41.6444140075165°N,2.15496928351841°E ca:Carretera de Caldes a Sant Sebastià, pk. 0              |                                            |                     | Modifica les dades a Wikidata |
|        | Can Patafa                | Caldes de Montbui | masia        |                                                                     | 41° 38′ 01″ N, 2° 11′ 23″ E / 41.6335136985999°N,2.18976079490446°E                                                            |                                            |                     | Modifica les dades a Wikidata |
|        | Can Prat de les Deus      | Caldes de Montbui | masia        |                                                                     | 41° 36′ 51″ N, 2° 10′ 30″ E / 41.6142152433738°N,2.17510744244494°E                                                            |                                            |                     | Modifica les dades a Wikidata |
|        | Can Pujol                 | Caldes de Montbui | masia        |                                                                     | 41° 36′ 13″ N, 2° 10′ 13″ E / 41.6035605792989°N,2.17021500538446°E ca:Carretera Vella de Palau Solità, s/n                    |                                            |                     | Modifica les dades a Wikidata |
|        | Can Queraltó              | Caldes de Montbui | masia        | 20th century                                                        | 41° 37′ 22″ N, 2° 09′ 53″ E / 41.6226605124736°N,2.16465243617612°E ca:Carretera vella de Palau-solità i Plegamans, s/n        |                                            |                     | Modifica les dades a Wikidata |
|        | Can Roca                  | Caldes de Montbui | masia        |                                                                     | 41° 37′ 07″ N, 2° 10′ 04″ E / 41.6185754008736°N,2.167705946748°E                                                              |                                            |                     | Modifica les dades a Wikidata |
|        | Can Salvi                 | Caldes de Montbui | masia        |                                                                     | 41° 40′ 03″ N, 2° 06′ 46″ E / 41.6675595409765°N,2.11277998175449°E                                                            |                                            |                     | Modifica les dades a Wikidata |
|        | Can Sever                 | Caldes de Montbui | masia        | 19th century                                                        | 41° 38′ 59″ N, 2° 09′ 50″ E / 41.6497°N,2.16389°E ca:Torrent del Prat de Baix 276.5 msnm                                       |                                            |                     | Modifica les dades a Wikidata |
|        | Can Terrades              | Caldes de Montbui | masia        |                                                                     | 41° 37′ 04″ N, 2° 09′ 48″ E / 41.6177339928468°N,2.16346770252684°E                                                            |                                            |                     | Modifica les dades a Wikidata |
|        | Can Valls Nou             | Caldes de Montbui | masia        | 19th century                                                        | 41° 37′ 10″ N, 2° 11′ 02″ E / 41.6195646764647°N,2.18382572255624°E ca:Carrer de Pujada Baduell, s/n                           |                                            |                     | Modifica les dades a Wikidata |
|        | Can Valls Vell            | Caldes de Montbui | masia        |                                                                     | 41° 37′ 00″ N, 2° 11′ 36″ E / 41.6166782740494°N,2.19345236435935°E                                                            |                                            |                     | Modifica les dades a Wikidata |
|        | Can Viladevall            | Caldes de Montbui | masia        |                                                                     | 41° 37′ 42″ N, 2° 11′ 38″ E / 41.6283538946354°N,2.19378705054985°E                                                            |                                            |                     | Modifica les dades a Wikidata |
|        | Casa de la Pedrera        | Caldes de Montbui | masia        |                                                                     | 41° 39′ 20″ N, 2° 09′ 14″ E / 41.6556551979713°N,2.15378949391589°E                                                            |                                            |                     | Modifica les dades a Wikidata |
|        | Mas Llobet                | Caldes de Montbui | masia        |                                                                     | 41° 36′ 17″ N, 2° 10′ 43″ E / 41.6047826351805°N,2.17858776980295°E ca:Man Llobet, s/n                                         |                                            |                     | Modifica les dades a Wikidata |
|        | Mas Manolo                | Caldes de Montbui | masia        |                                                                     | 41° 38′ 07″ N, 2° 10′ 33″ E / 41.6352071235188°N,2.17583634810062°E                                                            |                                            |                     | Modifica les dades a Wikidata |
|        | Mas Muntada               | Caldes de Montbui | masia        |                                                                     | 41° 38′ 33″ N, 2° 10′ 01″ E / 41.6425196631771°N,2.1669175818616°E                                                             |                                            |                     | Modifica les dades a Wikidata |
|        | Mas Palet                 | Caldes de Montbui | masia        |                                                                     | 41° 38′ 02″ N, 2° 09′ 29″ E / 41.633818182169°N,2.158181229704°E                                                               |                                            |                     | Modifica les dades a Wikidata |
|        | Mas d'en Corró            | Caldes de Montbui | masia        |                                                                     | 41° 37′ 51″ N, 2° 09′ 11″ E / 41.6307100993986°N,2.15319140413786°E ca:Camí del Mas d'en Corró, s/n                            |                                            |                     | Modifica les dades a Wikidata |
|        | Torre Marimon             | Caldes de Montbui | masia        | Estil: historicisme arquitectònic arquitectura popular 20th century | 41° 36′ 46″ N, 2° 10′ 11″ E / 41.612861111111°N,2.1697972222222°E ca:Ctra. Mollet, km 10,5 173 msnm                            | bé integrant del patrimoni cultural català | Torre Marimon       | Modifica les dades a Wikidata |
|        | Torre de Carerac          | Caldes de Montbui | masia        | Estil: arquitectura popular                                         | 41° 38′ 54″ N, 2° 10′ 06″ E / 41.648195°N,2.168385°E ca:Vall de Carerac                                                        | bé integrant del patrimoni cultural català |                     | Modifica les dades a Wikidata |
|        | Torre de les Puces        | Caldes de Montbui | masia        |                                                                     | 41° 39′ 00″ N, 2° 10′ 19″ E / 41.6499680981588°N,2.17184137686423°E                                                            |                                            |                     | Modifica les dades a Wikidata |
|        | Torre del Negrell         | Caldes de Montbui | masia        |                                                                     | 41° 37′ 21″ N, 2° 10′ 36″ E / 41.6225851678043°N,2.17668132024201°E                                                            |                                            |                     | Modifica les dades a Wikidata |
|        | el Casuc                  | Caldes de Montbui | masia        |                                                                     | 41° 40′ 02″ N, 2° 07′ 58″ E / 41.6672530486659°N,2.1328084965801°E                                                             |                                            |                     | Modifica les dades a Wikidata |
|        | el Farell                 | Caldes de Montbui | masia        |                                                                     | 41° 39′ 43″ N, 2° 07′ 41″ E / 41.661838431828°N,2.1280697620361°E                                                              |                                            |                     | Modifica les dades a Wikidata |
|        | el Farellet               | Caldes de Montbui | masia        |                                                                     | 41° 39′ 59″ N, 2° 08′ 37″ E / 41.666458870051°N,2.1436229195175°E                                                              |                                            |                     | Modifica les dades a Wikidata |
|        | el Fonoll                 | Caldes de Montbui | masia        |                                                                     | 41° 40′ 41″ N, 2° 08′ 16″ E / 41.6780983042157°N,2.13769686263893°E ca:Quintana del Fonoll                                     |                                            |                     | Modifica les dades a Wikidata |
|        | el Maset                  | Caldes de Montbui | masia        | 18th century                                                        | 41° 37′ 39″ N, 2° 09′ 43″ E / 41.6274870281712°N,2.16199709376382°E ca:Camí del Mas d'en Corró, s/n                            |                                            |                     | Modifica les dades a Wikidata |
|        | el Pascol                 | Caldes de Montbui | masia        | 1648                                                                | 41° 38′ 31″ N, 2° 08′ 27″ E / 41.6418584751737°N,2.14072578881603°E ca:Camí que surt de la ctra. de Sant Sebastià de Montmajor |                                            |                     | Modifica les dades a Wikidata |
|        | el Pascolet               | Caldes de Montbui | masia        |                                                                     | 41° 38′ 45″ N, 2° 08′ 42″ E / 41.645753745008°N,2.1450979817974°E                                                              |                                            |                     | Modifica les dades a Wikidata |
|        | el Prat de Dalt           | Caldes de Montbui | masia        |                                                                     | 41° 40′ 14″ N, 2° 09′ 38″ E / 41.6705485334966°N,2.16056189361507°E                                                            |                                            | El Prat de Dalt     | Modifica les dades a Wikidata |
|        | l'Amador                  | Caldes de Montbui | masia        |                                                                     | 41° 37′ 20″ N, 2° 09′ 44″ E / 41.6223283470687°N,2.16232797580424°E                                                            |                                            |                     | Modifica les dades a Wikidata |
|        | la Beliarda               | Caldes de Montbui | masia        |                                                                     | 41° 40′ 53″ N, 2° 08′ 18″ E / 41.6814087874039°N,2.13834952487139°E                                                            |                                            |                     | Modifica les dades a Wikidata |
|        | la Casa Nova de les Elies | Caldes de Montbui | masia        |                                                                     | 41° 40′ 23″ N, 2° 08′ 45″ E / 41.6730961391956°N,2.14570440596289°E                                                            |                                            |                     | Modifica les dades a Wikidata |
|        | la Llanera                | Caldes de Montbui | masia        |                                                                     | 41° 37′ 55″ N, 2° 10′ 18″ E / 41.6319614107364°N,2.17163970181485°E                                                            |                                            |                     | Modifica les dades a Wikidata |
|        | la Torre Nova             | Caldes de Montbui | masia        |                                                                     | 41° 39′ 01″ N, 2° 08′ 46″ E / 41.650265735649°N,2.1462392173036°E                                                              |                                            |                     | Modifica les dades a Wikidata |
|        | les Elies                 | Caldes de Montbui | masia        |                                                                     | 41° 40′ 28″ N, 2° 08′ 19″ E / 41.67452844255°N,2.1387105838379°E                                                               |                                            |                     | Modifica les dades a Wikidata |

## molí d'aigua
| imatge | Nom               | Ubicat a          | instància de | Detalls                                  | coordenades | Protecció                   | Commons (més fotos)         | Dades a WD                    |
| ------ | ----------------- | ----------------- | ------------ | ---------------------------------------- | --- | --------------------------- | --------------------------- | ----------------------------- |
|        | Molí d'en Cellers | Caldes de Montbui | molí d'aigua |                                          | 41° 38′ 27″ N, 2° 09′ 34″ E / 41.6408169723303°N,2.15944696760729°E                                                        |                             |                             | Modifica les dades a Wikidata |
|        | Molí de l'Esclop  | Caldes de Montbui | molí d'aigua | Estil: arquitectura popular 18th century | 41° 38′ 03″ N, 2° 09′ 38″ E / 41.634105555556°N,2.1604972222222°E ca:Riera de Caldes, darrera del c. Santa Susana 194 msnm | bé cultural d'interès local | Ruïnes del molí de l'Esclop | Modifica les dades a Wikidata |
|        | Molí de les Elies | Caldes de Montbui | molí d'aigua |                                          | 41° 40′ 19″ N, 2° 08′ 44″ E / 41.6719234605379°N,2.14546763793145°E                                                        |                             |                             | Modifica les dades a Wikidata |
|        | el Molí d'en Ral  | Caldes de Montbui | molí d'aigua |                                          | 41° 37′ 29″ N, 2° 09′ 48″ E / 41.6247854027596°N,2.16330453474703°E                                                        |                             |                             | Modifica les dades a Wikidata |

## muntanya
| imatge | Nom                              | Ubicat a                                | instància de | Detalls | coordenades                                                            | Protecció | Commons (més fotos)                 | Dades a WD                    |
| ------ | -------------------------------- | --------------------------------------- | ------------ | ------- | ---------------------------------------------------------------------- | --------- | ----------------------------------- | ----------------------------- |
|        | Pic del Vent                     | Caldes de Montbui                       | muntanya     |         | 41° 39′ 19″ N, 2° 07′ 42″ E / 41.6553025564°N,2.12829694974°E 815 msnm |           | Pic del Vent                        | Modifica les dades a Wikidata |
|        | Puig del Prat                    | Caldes de Montbui                       | muntanya     |         | 41° 40′ 23″ N, 2° 09′ 28″ E / 41.67305556°N,2.15766667°E 597.3 msnm    |           | Puig del Prat                       | Modifica les dades a Wikidata |
|        | Turó Gros                        | Caldes de Montbui                       | muntanya     |         | 41° 38′ 46″ N, 2° 11′ 10″ E / 41.64613889°N,2.18613889°E 400.5 msnm    |           | Turó Gros (Caldes de Montbui)       | Modifica les dades a Wikidata |
|        | Turó de Ferles                   | Caldes de Montbui                       | muntanya     |         | 41° 39′ 35″ N, 2° 09′ 33″ E / 41.65966667°N,2.15927778°E 470 msnm      |           |                                     | Modifica les dades a Wikidata |
|        | Turó de Solanes                  | Sant Feliu de Codines Caldes de Montbui | muntanya     |         | 41° 40′ 57″ N, 2° 08′ 49″ E / 41.68246111°N,2.14698056°E 705.6 msnm    |           | Turó de Solanes (Caldes de Montbui) | Modifica les dades a Wikidata |
|        | Turó de la Torre Roja            | Sentmenat Caldes de Montbui             | muntanya     |         | 41° 38′ 02″ N, 2° 08′ 28″ E / 41.63375°N,2.14108333°E 400.6 msnm       |           |                                     | Modifica les dades a Wikidata |
|        | Turó del Pi de les Tres Branques | Caldes de Montbui                       | muntanya     |         | 41° 38′ 13″ N, 2° 08′ 52″ E / 41.63683333°N,2.14769444°E 341.6 msnm    |           |                                     | Modifica les dades a Wikidata |
|        | el Morro de Porc                 | Caldes de Montbui                       | muntanya     |         | 41° 39′ 28″ N, 2° 08′ 32″ E / 41.65777778°N,2.14230556°E 556.9 msnm    |           |                                     | Modifica les dades a Wikidata |

## nucli de població
| imatge | Nom                        | Ubicat a          | instància de      | Detalls                      | coordenades                                                                             | Protecció | Commons (més fotos)           | Dades a WD                    |
| ------ | -------------------------- | ----------------- | ----------------- | ---------------------------- | --------------------------------------------------------------------------------------- | --------- | ----------------------------- | ----------------------------- |
|        | Can Masponç                | Caldes de Montbui | nucli de població |                              | 41° 38′ 03″ N, 2° 12′ 03″ E / 41.6342855938085°N,2.20095280376119°E                     |           |                               | Modifica les dades a Wikidata |
|        | Can Valls                  | Caldes de Montbui | nucli de població | 1756 hab                     | 41° 37′ 23″ N, 2° 11′ 28″ E / 41.6231°N,2.19109°E                                       |           |                               | Modifica les dades a Wikidata |
|        | Font d'Abril               | Caldes de Montbui | nucli de població |                              | 41° 38′ 26″ N, 2° 11′ 31″ E / 41.6405360965218°N,2.19187015774876°E                     |           |                               | Modifica les dades a Wikidata |
|        | Sant Sebastià de Montmajor | Caldes de Montbui | nucli de població | Estil: arquitectura romànica | 41° 39′ 52″ N, 2° 07′ 07″ E / 41.664416°N,2.118725°E ca:Nord del Farell, per la BV-1243 |           | Sant Sebastià de Montmajor    | Modifica les dades a Wikidata |
|        | el Farell                  | Caldes de Montbui | nucli de població |                              | 41° 39′ 43″ N, 2° 08′ 07″ E / 41.661892874288°N,2.1352756712115°E                       |           | El Farell (Caldes de Montbui) | Modifica les dades a Wikidata |
|        | la Font dels Enamorats     | Caldes de Montbui | nucli de població |                              | 41° 39′ 03″ N, 2° 10′ 15″ E / 41.6509419034084°N,2.17073606956165°E                     |           |                               | Modifica les dades a Wikidata |

## pedrera
| imatge | Nom                 | Ubicat a          | instància de | Detalls                          | coordenades                                                                      | Protecció                                  | Commons (més fotos) | Dades a WD                    |
| ------ | ------------------- | ----------------- | ------------ | -------------------------------- | -------------------------------------------------------------------------------- | ------------------------------------------ | ------------------- | ----------------------------- |
|        | Pedrera del Foment  | Caldes de Montbui | pedrera      | Estil: arquitectura popular 1890 | 41° 39′ 10″ N, 2° 09′ 17″ E / 41.652761°N,2.154684°E ca:Carretera de Castellvell | bé integrant del patrimoni cultural català |                     | Modifica les dades a Wikidata |
|        | Pedreres del Pascol | Caldes de Montbui | pedrera      |                                  | 41° 38′ 40″ N, 2° 08′ 10″ E / 41.6444716492899°N,2.13606800625807°E 425 msnm     |                                            | Pedreres del Pascol | Modifica les dades a Wikidata |

## polígon industrial
| imatge | Nom                           | Ubicat a          | instància de       | Detalls | coordenades                                                         | Protecció | Commons (més fotos) | Dades a WD                    |
| ------ | ----------------------------- | ----------------- | ------------------ | ------- | ------------------------------------------------------------------- | --------- | ------------------- | ----------------------------- |
|        | Polígon industrial El Pinetar | Caldes de Montbui | polígon industrial |         | 41° 37′ 35″ N, 2° 09′ 28″ E / 41.6262500084879°N,2.15788353746301°E |           |                     | Modifica les dades a Wikidata |
|        | Polígon industrial La Borda   | Caldes de Montbui | polígon industrial |         | 41° 37′ 49″ N, 2° 10′ 43″ E / 41.630182834435°N,2.17858953902006°E  |           |                     | Modifica les dades a Wikidata |

## pont
| imatge | Nom                | Ubicat a          | instància de      | Detalls                                                                     | coordenades                                                                                                   | Protecció                   | Commons (més fotos) | Dades a WD                    |
| ------ | ------------------ | ----------------- | ----------------- | --------------------------------------------------------------------------- | --- | --------------------------- | ------------------- | ----------------------------- |
|        | Pont de Caldes     | Caldes de Montbui | pont pont romànic | Estil: arquitectura romànica arquitectura popular Travessa: riera de Caldes | 41° 38′ 09″ N, 2° 09′ 37″ E / 41.635805555556°N,2.1602777777778°E ca:Carrer de la Torre Roja 204 msnm         | bé cultural d'interès local | Pont de Caldes      | Modifica les dades a Wikidata |
|        | Pont del Pasqualet | Caldes de Montbui | pont              | 20th century Estat: bon estat                                               | 41° 38′ 43″ N, 2° 09′ 12″ E / 41.64537°N,2.15329°E ca:Carretera de Sant Sebastià de Montmajor, pk. 0 235 msnm |                             |                     | Modifica les dades a Wikidata |

## safareig
| imatge | Nom                             | Ubicat a          | instància de | Detalls                                                                             | coordenades                                                                                                | Protecció                                  | Commons (més fotos)             | Dades a WD                    |
| ------ | ------------------------------- | ----------------- | ------------ | ----------------------------------------------------------------------------------- | --- | ------------------------------------------ | ------------------------------- | ----------------------------- |
|        | Safareig de la Canaleta         | Caldes de Montbui | safareig     | Arquitecte: Manuel Joaquim Raspall i Mayol Estil: arquitectura popular 20th century | 41° 37′ 46″ N, 2° 09′ 51″ E / 41.629519°N,2.164099°E ca:Carrer General Padrós 200 msnm                     | bé integrant del patrimoni cultural català | Safareig de la Canaleta         | Modifica les dades a Wikidata |
|        | Safareig públic Santa Esperança | Caldes de Montbui | safareig     | Estil: arquitectura popular 19th century                                            | 41° 37′ 55″ N, 2° 09′ 44″ E / 41.632047222222°N,2.16235°E ca:Plaça de Pau Surell, s/n 192 msnm             | bé cultural d'interès local                | Safareig públic Santa Esperança | Modifica les dades a Wikidata |
|        | Safareig públic la Portalera    | Caldes de Montbui | safareig     | Estil: arquitectura popular 19th century                                            | 41° 37′ 59″ N, 2° 09′ 41″ E / 41.632969444444°N,2.1614611111111°E ca:Carrer de la Muralla, núm. 4 189 msnm | bé cultural d'interès local                | Safareig públic de la Portalera | Modifica les dades a Wikidata |

## serra
| imatge | Nom            | Ubicat a                    | instància de | Detalls | coordenades                                                         | Protecció | Commons (més fotos) | Dades a WD                    |
| ------ | -------------- | --------------------------- | ------------ | ------- | ------------------------------------------------------------------- | --------- | ------------------- | ----------------------------- |
|        | Carena del Pou | Caldes de Montbui           | serra        |         | 41° 39′ 21″ N, 2° 07′ 01″ E / 41.6557°N,2.11681°E 718.7 msnm        |           |                     | Modifica les dades a Wikidata |
|        | serra Llisa    | Caldes de Montbui Sentmenat | serra        |         | 41° 38′ 57″ N, 2° 07′ 15″ E / 41.64927778°N,2.12097222°E 815.9 msnm |           |                     | Modifica les dades a Wikidata |

## Misc
| imatge | Nom                                             | Ubicat a | instància de                       | Detalls                                                                            | coordenades | Protecció                                            | Commons (més fotos)                             | Dades a WD                    |
| ------ | ----------------------------------------------- | --- | ---------------------------------- | ---------------------------------------------------------------------------------- | --- | ---------------------------------------------------- | ----------------------------------------------- | ----------------------------- |
|        | Ajuntament de Caldes de Montbui                 | Caldes de Montbui                                                                                              | casa consistorial                  | Estil: noucentisme Estat: enderrocat o destruït                                    | 41° 38′ 04″ N, 2° 09′ 44″ E / 41.63443°N,2.16227°E 207 msnm                                                                                               | bé integrant del patrimoni cultural català           | Ajuntament de Caldes de Montbui                 | Modifica les dades a Wikidata |
|        | C-1413b                                         | Catalunya Caldes de Montbui Sant Feliu de Codines Sant Quirze Safaja Sant Martí de Centelles Centelles Balenyà | carretera                          |                                                                                    | 41° 42′ 27″ N, 2° 09′ 22″ E / 41.7075°N,2.15598°E |                                                      |                                                 | Modifica les dades a Wikidata |
|        | Conjunt de la plaça Font del Lleó               | Caldes de Montbui                                                                                              | plaça                              | Estil: arquitectura popular                                                        | 41° 38′ 04″ N, 2° 09′ 43″ E / 41.634519444444°N,2.1618138888889°E 206 msnm                                                                                | bé cultural d'interès local                          | Conjunt de la plaça Font del Lleó               | Modifica les dades a Wikidata |
|        | Forns de calç de Prat de Dalt                   | Caldes de Montbui                                                                                              | forn de calç                       | Estil: arquitectura popular                                                        | 41° 40′ 22″ N, 2° 09′ 44″ E / 41.67278°N,2.1622°E ca:Turó del Prat de Dalt                                                                                | bé integrant del patrimoni cultural català           |                                                 | Modifica les dades a Wikidata |
|        | Granges de les Brugueres                        | Caldes de Montbui                                                                                              | granja                             |                                                                                    | 41° 37′ 12″ N, 2° 10′ 14″ E / 41.6199464756457°N,2.17047310893797°E                                                                                       |                                                      |                                                 | Modifica les dades a Wikidata |
|        | Jardins de Can Rius                             | Caldes de Montbui                                                                                              | jardí històric                     | Estil: arquitectura neoclàssica 1878                                               | 41° 38′ 04″ N, 2° 09′ 36″ E / 41.634355555556°N,2.1601083333333°E ca:Torre Roja / Pl. Taunustein 204 msnm                                                 | bé integrant del patrimoni cultural català           | Jardins de Can Rius                             | Modifica les dades a Wikidata |
|        | Muralla i Torre de la Presó                     | Caldes de Montbui                                                                                              | muralla urbana                     | Estil: arquitectura popular                                                        | 41° 38′ 07″ N, 2° 09′ 47″ E / 41.635222222222°N,2.1630861111111°E ca:Carrer Major, 103 218 msnm                                                           | bé d'interès cultural bé cultural d'interès nacional | Muralla i Torre de La Presó (Caldes de Montbui) | Modifica les dades a Wikidata |
|        | Parc de Bombers Voluntaris de Caldes de Montbui | Caldes de Montbui                                                                                              | parc de bombers                    |                                                                                    | 41° 38′ 02″ N, 2° 10′ 43″ E / 41.63377533627528°N,2.178540580045348°E es:Carrer del Priorat, s/n (Polígon Industrial La Borda)                            |                                                      |                                                 | Modifica les dades a Wikidata |
|        | Torre de la Presó                               | Caldes de Montbui                                                                                              | torre de defensa                   |                                                                                    | 41° 38′ 07″ N, 2° 09′ 47″ E / 41.6352134598072°N,2.16300158968949°E ca:Carrer Major, 103                                                                  |                                                      |                                                 | Modifica les dades a Wikidata |
|        | cementiri de Caldes de Montbui                  | Caldes de Montbui                                                                                              | cementiri                          |                                                                                    | 41° 38′ 19″ N, 2° 10′ 17″ E / 41.63861111111111°N,2.171388888888889°E                                                                                     |                                                      | Cementiri Municipal (Caldes de Montbui)         | Modifica les dades a Wikidata |
|        | creu de Baduell                                 | Caldes de Montbui                                                                                              | creu de terme                      | 20th century                                                                       | 41° 38′ 19″ N, 2° 11′ 47″ E / 41.63861111111111°N,2.196388888888889°E ca:Cruïlla del camí de Baduell amb el carrer del Rossinyol, s/n                     |                                                      | Creu de Baduell                                 | Modifica les dades a Wikidata |
|        | el Castellvell                                  | Caldes de Montbui                                                                                              | castell                            |                                                                                    | 41° 39′ 11″ N, 2° 09′ 17″ E / 41.65293258477°N,2.1546778073852°E                                                                                          |                                                      |                                                 | Modifica les dades a Wikidata |
|        | el Farell                                       | Caldes de Montbui                                                                                              | vèrtex geodèsic                    | Alt: 1.2m                                                                          | 41° 39′ 19″ N, 2° 07′ 42″ E / 41.655326°N,2.128271°E 815.53 msnm                                                                                          |                                                      |                                                 | Modifica les dades a Wikidata |
|        | els Saulons                                     | Caldes de Montbui                                                                                              | assentament humà                   |                                                                                    | 41° 38′ 58″ N, 2° 09′ 28″ E / 41.6493623663781°N,2.1578948254626°E                                                                                        |                                                      |                                                 | Modifica les dades a Wikidata |
|        | la Torre Roja                                   | Caldes de Montbui Sentmenat                                                                                    | torre de sentinella                | Estil: arquitectura romànica                                                       | 41° 37′ 59″ N, 2° 08′ 37″ E / 41.6331°N,2.1435°E ca:Carretera de Caldes a Sentmenat. Cim del turó de la Torre Roja, al costat del poblat ibèric. 375 msnm | bé d'interès cultural bé cultural d'interès nacional | La Torre Roja (Caldes de Montbui)               | Modifica les dades a Wikidata |
|        | poblat ibèric de la Torre Roja                  | Caldes de Montbui                                                                                              | jaciment arqueològic poblat ibèric |                                                                                    | 41° 38′ 01″ N, 2° 08′ 34″ E / 41.6337039032562°N,2.14271904084283°E ca:Al límit dels municipis de Caldes de Monbui i Sentmenat                            |                                                      |                                                 | Modifica les dades a Wikidata |
|        | pou de glaç Prat de Dalt                        | Caldes de Montbui                                                                                              | pou de neu                         | Estil: arquitectura popular 1778                                                   | 41° 40′ 06″ N, 2° 09′ 42″ E / 41.66836°N,2.16154°E ca:Prat de Dalt                                                                                        | bé integrant del patrimoni cultural català           |                                                 | Modifica les dades a Wikidata |
|        | roure de Can Corró                              | Caldes de Montbui                                                                                              | arbre singular                     | Taxon: roure martinenc (Quercus pubescens) Ample: 20.5m Alt: 15.5m Perímetre: 4.6m | 41° 37′ 51″ N, 2° 08′ 57″ E / 41.63094°N,2.14922°E ca:Can Corró 269 msnm                                                                                  | arbre monumental                                     | Roure de Can Corró                              | Modifica les dades a Wikidata |
|        | termes romanes de Caldes de Montbui             | Caldes de Montbui                                                                                              | termes romanes estructura romana   | Estil: arquitectura romana                                                         | 41° 38′ 04″ N, 2° 09′ 42″ E / 41.634486111111°N,2.1615833333333°E ca:Plaça de la Font del Lleó, núm. 3 206 msnm                                           | bé d'interès cultural bé cultural d'interès nacional | Ancient Roman thermae of Caldes de Montbui      | Modifica les dades a Wikidata |
|        | xemeneia de la Llana                            | Caldes de Montbui                                                                                              | xemeneia de fàbrica                | Estil: arquitectura popular 19th century                                           | 41° 37′ 55″ N, 2° 10′ 22″ E / 41.631905555556°N,2.1726638888889°E ca:carrer de Montserrat 246 msnm                                                        | bé integrant del patrimoni cultural català           | Xemeneia de la Llana                            | Modifica les dades a Wikidata |